# Blanca Álvarez Mantilla
Blanca Álvarez Mantilla (Madrid, 18 de noviembre de 1931 - ibíd. 5 de julio de 2000) fue una periodista española. Junto a Laura Valenzuela fue una de las primeras caras conocidas de Televisión española desde su fundación y se encuentra además entre las primeras mujeres directivas de la empresa asumiendo de 1970 a 1974 la jefatura del Departamento de Programas Infantiles y Juveniles de TVE. También formó parte de la vicepresidencia de la Academia de las Ciencias y las Artes de Televisión Española y perteneció a la junta directiva de la Asociación de la Prensa de Madrid.

## Biografía
El padre de Álvarez Mantilla también fue un periodista. Recibió su primera formación en casa debido a la guerra civil. A los diez años se incorporó al colegio. Durante su juventud asistió con su padre a numerosas tertulias que aumentaron su vocación. En 1956, se matriculó en la Escuela de Periodismo. Entre 1950-55, ya se había iniciado en ese ámbito, colaborando con revistas juveniles, como Umbral, Alba, y Volad. Posteriormente, también trabajó en los diarios Pueblo y Madrid (1957-58). 
Tras sus primeros pasos en la prensa, ella ingresó en Televisión española el 10 de febrero de 1957 con Jesús Álvarez, y desde 1958 hasta 1970, ella alternó su labor como presentadora de diversos programas con la de redactora de los servicios informativos. En 1958-60, fue redactora de la revista Tele-Radio. En 1968, dirigió el programa económico Nivel de Vida (1968-70), presentó el programa Fin de semana (1963-64), entre otros. 
En 1970, ella fue nombrada Jefa del Departamento de Programas Infantiles y Juveniles de TVE puesto que ocupó hasta 1974 y posteriormente volvió a asumir a finales de los ochenta. En su trayectoria profesional también ocupó los cargos de Jefa de la Secretaría Técnica de Programas y Jefa de la Secretaría Técnica de Documentación.
Bajo su mando y coordinación surgió la programación infantil y juvenil mejor considerada en la historia de la televisión española, con programas de producción propia: Barrio Sésamo, La cometa blanca, Pista libre, La bola de cristal, Cesta y puntos, La casa del reloj, El gran circo de TVE, telediarios para jóvenes, programas de teatro, y literatura y deportes para niños y jóvenes. Además, ella presentó programas importados y adaptados a la audiencia de su país: Pipi Calzaslargas, Los Fraguel, etc. Descubrió para la audiencia española a varios personajes, como Kiko Ledgard, showman que, tras su paso por los programas infantiles, más tarde lideró ante las cámaras el programa concurso Un, dos, tres (creado por Chicho Ibáñez Serrador). 
Fue profesora de programación en el Instituto Oficial de Radiotelevisión Española en la década de los 70. Entre 1975-77, impartió clases de Redacción Periodística en la Facultad de Ciencias de la Información. Tanto en su labor como profesora como en el día a día de su trabajo en TVE formó a varias generaciones de programadores en la televisión pública. Durante los 1980s también colaboró en programas radiofónicos, como A 120, semanal dirigido y presentado por el periodista Eduardo Sotillos en Radio 1 de Radio Nacional de España.
Posteriormente fue Productora Ejecutiva de programas culturales hasta 1992, año en el que culminó su carrera televisiva coordinando la unidad de producción para las retransmisiones de Gimnasia rítmica y Balonmano en las Olimpiadas de Barcelona y pidió su baja voluntaria. En 1963, ella recibió el Premio Antena de Oro. Fue cofundadora de la Academia Española de las Ciencias y las Artes de la Televisión. Miembro de su Junta Directiva hasta su fallecimiento.

## Vida personal
Estuvo casada con José Luis Martínez Redondo, crítico de cine de ABC. Tuvieron siete hijos e hijas, seis de los cuales son actualmente profesionales en Cine, Publicidad y Televisión.

## Trayectoria como presentadora
- Cita con la música (1957-1958)
- Cotilleo al aire libre (1957-1958)
- Caras nuevas (1957-1958)
- Preguntas al espacio (1958)
- Aeropuerto Telefunken (1958-1959)
- Hacia la fama (1958-1959)
- Fin de semana (1963-1964)
- Consulte a su médico (1968)
- Nivel de vida (1968-1970)